# Symmetry, Integrability and Geometry
Symmetry, Integrability and Geometry: Methods and Applications is een internationaal, aan collegiale toetsing onderworpen open access wetenschappelijk tijdschrift op het gebied van de mathematische fysica.
De naam wordt in literatuurverwijzingen meestal afgekort tot Symmetry Integr. Geom.
Het eerste nummer verscheen in 2005.